# Karlos Acosta
Karlos Acosta (Hidalgo del Parral, 1959) es un cuentista, dramaturgo y guionista mexicano.

## Biografía
Nacido en Hidalgo del Parral, Chihuahua, en 1952, es egresado de la Escuela de Escritores de la Sociedad General de Escritores de México (SOGEM) y miembro de esta misma asociación desde 1993.
Es parte del directorio de guionistas del Fondo Nacional para la Cultura y las Artes (FONCA) y tallerista autorizado por el Centro Nacional de Formación y Promoción de la Literatura del Instituto Nacional de Bellas Artes (INBA).
Es autor de varias publicaciones, entre las que se destacan: Noches de radio (1991), Aria otoñal (1993), La casa de Lot (1994), Nuevos horizontes (1997), y Rodamundos (2003). Sus cuentos, artículos, reseñas, crónicas y ensayos han sido publicados en diversos periódicos y revistas de México, América Latina y España.

## Publicaciones seleccionadas

### Cuentos
- Acosta, Karlos (2003). Rodamundos. San Luis Potosí, México: Ponciano Arriaga / Fondo Estatal para la Cultura y las Artes de San Luis Potosí.